# Brok (stad)
Brok is een stad in het Poolse woiwodschap Mazovië, gelegen in de powiat Ostrowski. De oppervlakte bedraagt 28,05 km², het inwonertal 1882 (2005).